# Pennsauken Township
Pennsauken Township ist ein Township im Camden County von New Jersey in den Vereinigten Staaten. Das U.S. Census Bureau ermittelte bei der Volkszählung 2020 eine Einwohnerzahl von 37.074.
Die Gemeinde bildet eine Vorstadt von Philadelphia in der Metropolregion Delaware Valley.

## Geschichte
Pennsauken Township wurde am 18. Februar 1892 durch ein Gesetz der Legislative von New Jersey aus Teilen des inzwischen aufgelösten Stockton Township als eigenes Township gegründet.
Der genaue Ursprung des Namens Pennsauken ist unklar, aber er stammt wahrscheinlich aus der Sprache der Lenni Lenape (einer indianischen Gruppe, die das Gebiet einst bewohnte) von „Pindasenauken“, dem Begriff der Lenape-Sprache für „Tabakbeutel“. Alternativ bezieht sich das „Penn“ im Namen des Townships auf William Penn, während „sauk“ ein Wassereinlass oder -auslass ist.
Pennsauken war die Heimat von Amerikas erstem Autokino, das 1933 mit der Eröffnung des Camden Drive-In in Pennsauken entstand.

## Demografie
Laut einer Schätzung von 2019 leben in Pennsauken Township 35.761 Menschen. Die Bevölkerung teilt sich im selben Jahr auf in 47,3 % Weiße, 23,5 % Afroamerikaner, 0,3 % amerikanische Ureinwohner, 7,8 % Asiaten, 0,1 % Ozeanier, 3,2 % mit zwei oder mehr Ethnizitäten. Hispanics oder Latinos aller Ethnien machten 35,5 % der Bevölkerung aus. Das mittlere Haushaltseinkommen lag bei 67.300 US-Dollar und die Armutsquote bei 14,5 %.
| Bevölkerungsentwicklung Bei den Daten handelt es sich um Volkszählungsergebnisse. | Bevölkerungsentwicklung Bei den Daten handelt es sich um Volkszählungsergebnisse. | Bevölkerungsentwicklung Bei den Daten handelt es sich um Volkszählungsergebnisse. | Bevölkerungsentwicklung Bei den Daten handelt es sich um Volkszählungsergebnisse. | Bevölkerungsentwicklung Bei den Daten handelt es sich um Volkszählungsergebnisse. | Bevölkerungsentwicklung Bei den Daten handelt es sich um Volkszählungsergebnisse. | Bevölkerungsentwicklung Bei den Daten handelt es sich um Volkszählungsergebnisse. | Bevölkerungsentwicklung Bei den Daten handelt es sich um Volkszählungsergebnisse. | Bevölkerungsentwicklung Bei den Daten handelt es sich um Volkszählungsergebnisse. | Bevölkerungsentwicklung Bei den Daten handelt es sich um Volkszählungsergebnisse. |  |
| --------------------------------------------------------------------------------- | --------------------------------------------------------------------------------- | --------------------------------------------------------------------------------- | --------------------------------------------------------------------------------- | --------------------------------------------------------------------------------- | --------------------------------------------------------------------------------- | --------------------------------------------------------------------------------- | --------------------------------------------------------------------------------- | --------------------------------------------------------------------------------- | --------------------------------------------------------------------------------- |  |
| Jahr                                                                              | 1940                                                                              | 1950                                                                              | 1960                                                                              | 1970                                                                              | 1980                                                                              | 1990                                                                              | 2000                                                                              | 2010                                                                              | 2020                                                                              |  |
| Einwohner                                                                         | 17.767                                                                            | 22.767                                                                            | 33.771                                                                            | 36.394                                                                            | 33.775                                                                            | 34.738                                                                            | 35.737                                                                            | 35.885                                                                            | 37.074                                                                            |  |

## Persönlichkeiten
- Marcia Karr (* 1963), Schauspielerin